# Carrer Maria Cristina (Celrà)
El Carrer Maria Cristina és una via pública d'origen medieval de Celrà (Gironès) inclosa a l'Inventari del Patrimoni Arquitectònic de Catalunya.

## Descripció
És un carrer medieval amb obertures que mostren el seu procés evolutiu posterior, de planta baixa, pis i golfes, com cases menestrals.
Hi ha cases entre mitgeres i planta rectangular de portal a baix com a les masies: guardaeines. Els carreus de les obertures són ben treballats, però la resta de la façana és de diferents materials, des de pedres sense morter, sense escairar ni polir, a arrebossats. S'han obert nous forats que trenquen l'estètica, s'han tapiat d'antics, s'han transformat portals. Les actuals necessitats han fet malbé les façanes originals.
Cal estacar les cases 2, 4, 6, 7, 10. La núm. 2, del segle XVI-XVII; la núm. 4 del segle XVI; la núm. 6, de 1861; la núm. 7, amb finestra gòtica-renaixentista i porta del 1762 i la núm. 10, del 1881 i casa d'en Miquel Ferrer. Els ràfecs solen ser de doble filera, amb rajols planers i teula girada.

### Finestres
Les finestres són elements característics més interessants del conjunt del carrer Mª Cristina. Dus finestres renaixentistes amb llinda plana, guardapols i arrencaments cisellats amb cares d'expressió goticitzant. A la llinda de la casa núm. 2 hi ha també motius florals ornamentals gòtics a la part central amb data de 1643. La llinda de la casa núm. 4 presenta a més una orla barroca cisellada en la part central i motllures diverses que emmarquen els laterals de l'obertura. Les finestres inicials han estat modificades i actualment estan mig tapiades.